# Ferrocarril General Roca
A Estrada de Ferro General Roca (FCGR) é uma das que compõem a rede ferroviária argentina e deve seu nome ao presidente Julio Argentino Roca.

## Histórico
A ferrovia foi construída por empresas britânicas (como quase toda a Argentina) e o nome atual foi formado após a nacionalização das ferrovias entre 1946 e 1948. Antes de pertencer ao Estado, era um conglomerado pertencentes ao empresas Southern Railway, Ferrocarril Buenos Aires para Ensenada, North Western Railway, Puerto Belgrano Railway e Ferrocarriles do Estado. A partir desse momento, foi operado em sua totalidade pela Companhia de Ferrocarriles del Estado Argentino, que posteriormente adotou o nome de Ferrocarriles Argentinos.
Formada por bitola larga e bitola estreita, sua rota principal começa na Estação Constitución, em Buenos Aires e vai para o sul do país, atravessando as províncias de Buenos Aires, La Pampa Neuquén e Rio Negro. Também existem linhas pertencentes à Estrada de Ferro Roca nas províncias de Chubut e Santa Cruz.
Originalmente, os serviços de passageiros eram oferecidos em trens urbanos ao redor das cidades de Buenos Aires e La Plata, em interurbanos entre cidades do interior do país, e em trens turistas especiais para Mar del Plata, Miramar e Bariloche. Para carga, havia serviços especialmente na área pampeana. Nas linhas localizadas na Patagônia e isoladas das linhas principais, havia serviços mistos fornecidos com automóveis. 
O crescimento explosivo da Grande Buenos Aires tornou a seção suburbana da Estrada de Ferro Roca eletrificada durante a década de 1980, constituindo este último importante trabalho ferroviário realizado no país. Em contraste, os serviços interurbanos estavam em declínio, o que causou o fechamento de muitos ramais.
Com a reorganização e concessão dos serviços ferroviários realizada pelo governo do então presidente Carlos Saúl Menem no início da década de 90, uma grande parte dos serviços interurbanos foi cancelada, deixando os serviços de Buenos Aires nas mãos da Ferrobaires, uma empresa pertencente ao estado da província de Buenos Aires. Os serviços urbanos começaram a ser operados por uma nova empresa estatal, a FEMESA, até ser finalmente concedida a Metropolitano S/A, um conglomerado de transporte que também recebeu os serviços urbanos das linhas San Martín e Belgrano Sur. Por outro lado, o transporte de carga foi concedido às empresas Ferroexpreso Pampeano e Ferrosur Roca. O governo da província de Chubut começou a operar parte do traço de La Trochita sob o nome de Antigo Expresso Patagônico.

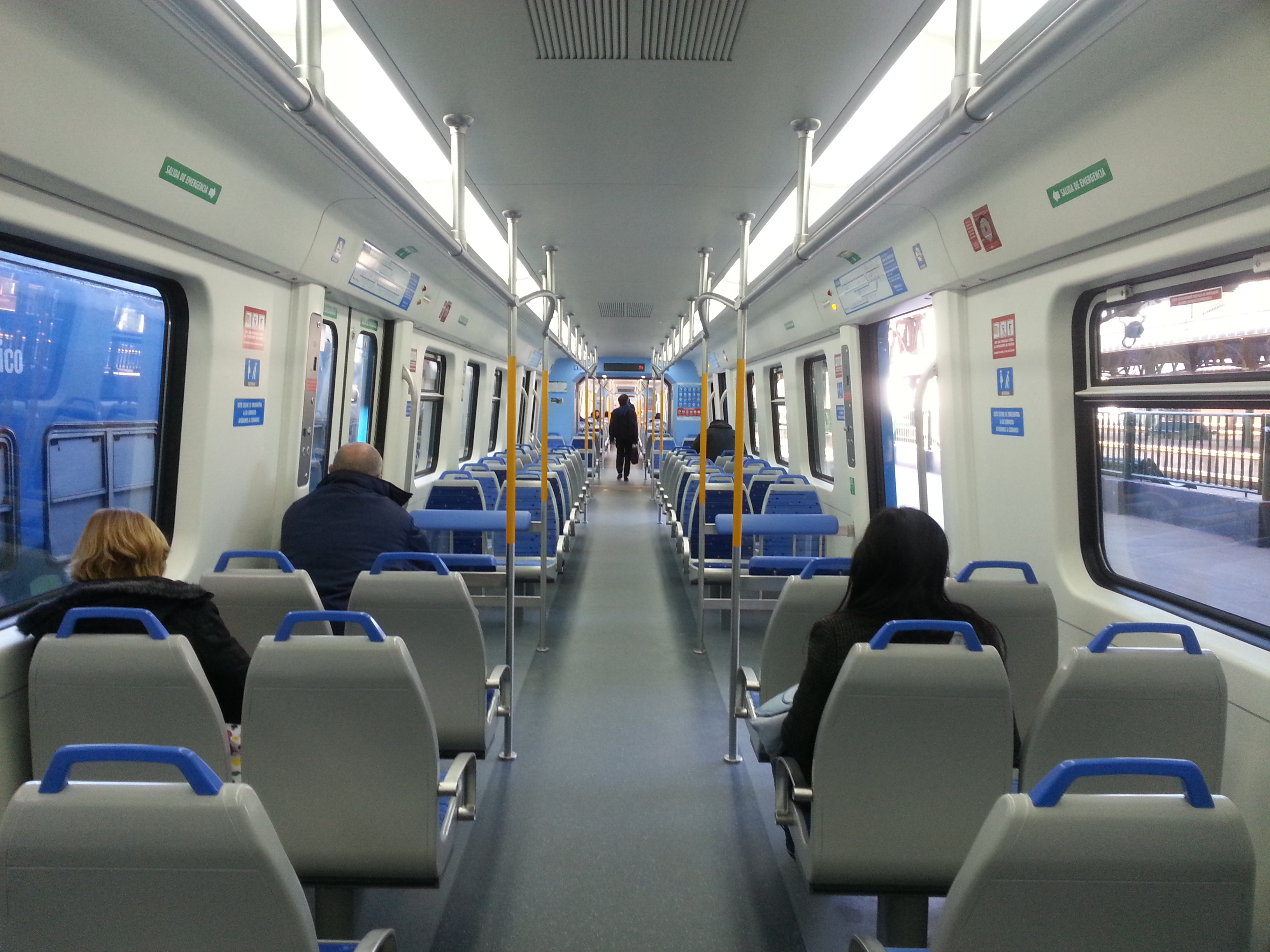
Interior de uma composição metropolitana em 2015.

Em 2007, o governo nacional rescindiu a concessão da empresa Metropolitano S/A através de um decreto.  tendo em conta as multas repetidas por mau serviço e a alegada negligência na manutenção do material circulante e tração operados pela empresa. A partir daí, a operação do serviço metropolitano de passageiros ficou a cargo da Unidade Operacional de Gerenciamento Ferroviário de Emergência (UGOFE), formada pelo Estado e pelas outras três concessionárias de transporte ferroviário de passageiros: Trenes de Buenos Aires, Metrovías e Ferrovías.
O governo de Néstor Kirchner iniciou em 2003 uma reestruturação dos serviços interurbanos de passageiros, onde as concessões seriam concedidas ou administradas diretamente pela nação e não pelas províncias.Em 2007, o governo nacional teve como objetivo recuperar a operação das ferrovias interurbanas controladas pela província de Buenos Aires através da Ferrobaires. Em troca da transferência, o governo nacional melhoraria a rede e construiria, entre outras obras, um trem rápido para Mar del Plata. Em fevereiro de 2008, a atividade ferroviária foi reorganizada, criando duas empresas estatais, a Administração de Infraestrutura Ferroviária (ADIF) e a Operações Ferroviárias da Argentina (SOFSE). Com essa incorporação, o Estado passou a ser responsável pela operação das ferrovias.